# Корбін-Сіті (Нью-Джерсі)
Корбін-Сіті (англ. Corbin City) — місто (англ. city) в США, в окрузі Атлантик штату Нью-Джерсі. Населення — 471 особа (2020).

## Географія
Корбін-Сіті розташований за координатами 39°18′6″ пн. ш. 74°42′20″ зх. д. / 39.30167° пн. ш. 74.70556° зх. д. (39.301674, -74.705578).  За даними Бюро перепису населення США в 2010 році місто мало площу 23,16 км², з яких 19,85 км² — суходіл та 3,30 км² — водойми.

## Демографія
Згідно з переписом 2010 року, у місті мешкали 492 особи в 185 домогосподарствах у складі 130 родин. Було 212 помешкання
Расовий склад населення:
| - 97,6 % — білих - 1,2 % — азіатів - 0,4 % — чорних або афроамериканців |

До двох чи більше рас належало 0,2 %. Частка іспаномовних становила 3,5 % від усіх жителів.
За віковим діапазоном населення розподілялося таким чином: 23,2 % — особи молодші 18 років, 64,6 % — особи у віці 18—64 років, 12,2 % — особи у віці 65 років та старші. Медіана віку мешканця становила 39,1 року. На 100 осіб жіночої статі у місті припадало 96,0 чоловіків;  на 100 жінок у віці від 18 років та старших — 92,9 чоловіків також старших 18 років.
Середній дохід на одне домашнє господарство  становив 72 749 доларів США (медіана — 56 875), а середній дохід на одну сім'ю — 82 722 долари (медіана — 67 292). Медіана доходів становила 52 500 доларів для чоловіків та 41 750 доларів для жінок. За межею бідності перебувало 10,4 % осіб, у тому числі 18,7 % дітей у віці до 18 років та 5,6 % осіб у віці 65 років та старших.
Цивільне працевлаштоване населення становило 252 особи. Основні галузі зайнятості: освіта, охорона здоров'я та соціальна допомога — 33,3 %, будівництво — 13,9 %, мистецтво, розваги та відпочинок — 11,9 %.